# Antun Tomić
Fra Antun Tomić (1755. – Grabovica, Tuzla, 1804.), hrv. bh. rimokatolički svećenik, franjevac i diplomat iz Tuzle.

## Životopis
Iz Tuzle. Bio zastupnik bosanskih franjevaca u Carigradu. Franjevačkoj provinciji preporučio ga je fra Josip. Na dužnost došao po preporuci fra Josipa jer je bio vrlo cijenjen u svom gradu i da je dobro znao turski. Bio je u osobnom kontaktu s dubrovačkim konzulom, dragomanom Curićem. Čini se da je fra Antun, barem neko vrijeme stanovao u kao i njegovi zemljaci Carigradu kod franjevaca u crkvi Santa Maria Draperis. U Bosnu se vratio i 1798. je na kapitulu u kreševskom samostanu. Na kapitulu je izabran za komisara, generalnog vizitatora. Umro je 1804. u Grabovici u tuzlanskoj župi. Pokopan je na na groblju u Ljepunicama (Lipnice) u blizini Tuzle.